# Terril Albert 1er
 (février 2021).
Si vous disposez d'ouvrages ou d'articles de référence ou si vous connaissez des sites web de qualité traitant du thème abordé ici, merci de compléter l'article en donnant les références utiles à sa vérifiabilité et en les liant à la section « Notes et références ».
Le Terril Albert 1er se situe à Saint-Vaast, sur la commune de La Louvière, en province de Hainaut. Ce terril est un ancien site de charbonnage appartenant à la dernière concession minière de Ressaix-Mariemont-La Louvière.
Ce terril possède une superficie de 15,75 ha. 
Au sommet du terril Albert 1er, on peut bénéficier d'un panorama sur la région et sur le terril du Quesnoy ainsi que sur le terril Saint Emmanuel. 

## Histoire
Le charbonnage de Ressaix-Mariemont-La Louvière, associé au terril, débute en 1910 et s'achève en 1959. Il est actuellement la propriété de la commune de La Louvière.

## Accès
Le terril est accessible aux piétons. Il est composé de deux chemins : l'un faisant le tour du site et l'autre accédant à son sommet. Attention, forte ascension (dénivelé de ± 87m). 
Le GR412, le Sentier de grande randonnée des terrils, passe sur une partie de la boucle au pied du terril.

## Classement
Le terril Albert 1er est classé selon l'Arrêté ministériel de 1995 en catégorie A - Inexploitable.
Ce site est également un site classé.